# Wiktorija Emmanuilowna Strusman
Wiktorija Emmanuilowna Strusman (russisch Виктория Эммануиловна Струзман; * 1925 in Leningrad; † 2016 in St. Petersburg) war eine sowjetisch-russische Architektin.

## Leben
Strusman studierte an dem aus der Kaiserlichen Kunstakademie hervorgegangenen Leningrader Institut für Malerei, Bildhauerei und Architektur (LISchSA) in der Architektur-Fakultät bei Jewgeni Adolfowitsch Lewinson.
Nach dem Abschluss des Studiums 1950 arbeitete Strusman als Architektin und Gruppenleiterin im Leningrader LenProjekt. 1964 wurde sie Chefprojektarchitektin des Leningrader Allrussischen Forschungsinstituts für Elektrische Messinstrumente (WNIIEP) und blieb es bis 1992. Sie baute Wohngebäude und öffentliche Gebäude in Leningrad.

## Ehrungen, Preise
- Staatspreis der UdSSR (1973) für das Hotel Leningrad und den Grenzübergangsgebäudekomplex an der sowjetisch-finnischen Grenze
- Staatspreis der Russischen Föderation (1994)

## Leningrader Projekte (Auswahl)

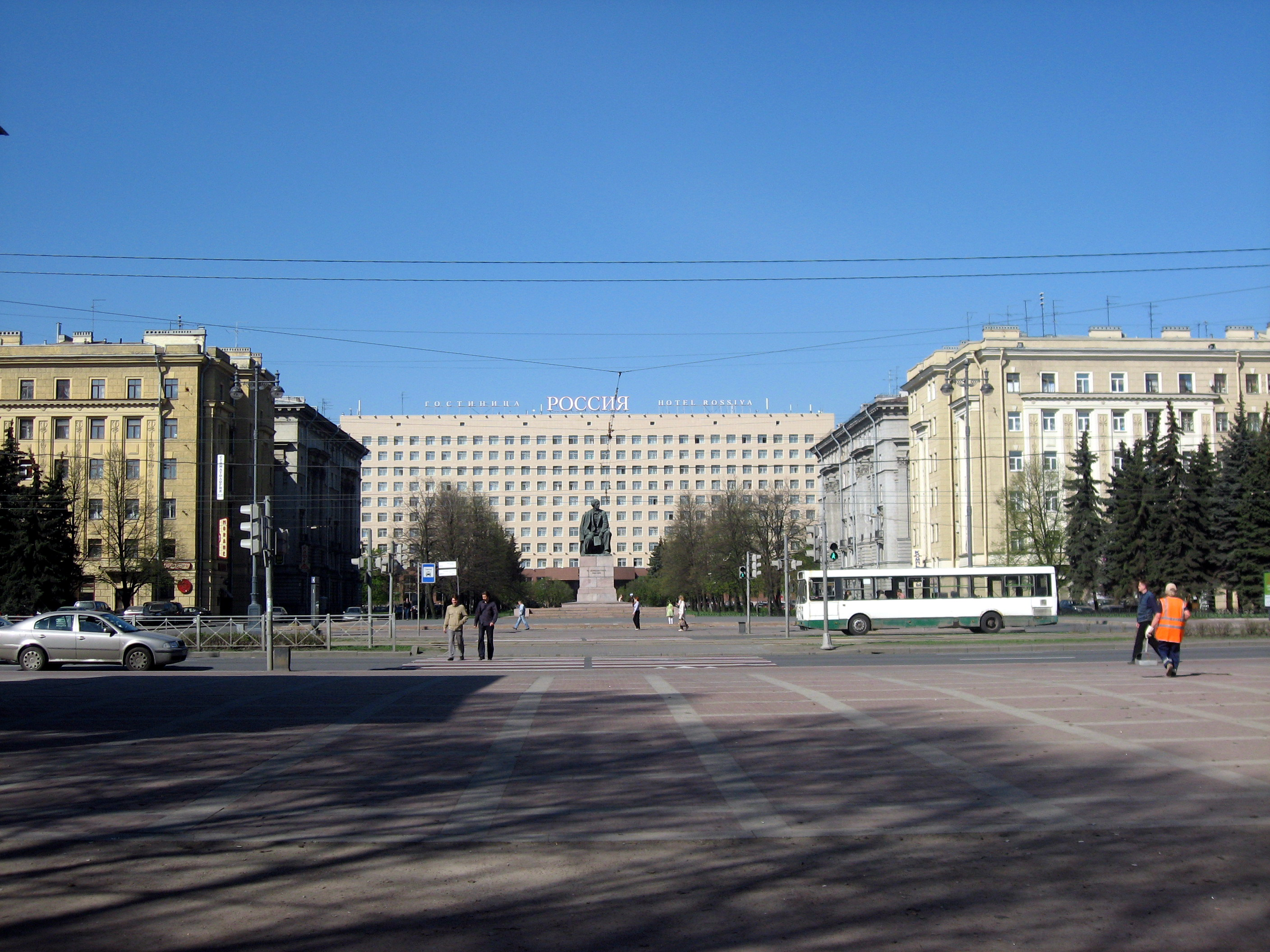
Hotel Rossija (1957–1962 mit B. N. Schurawljow, P. A. Areschew)
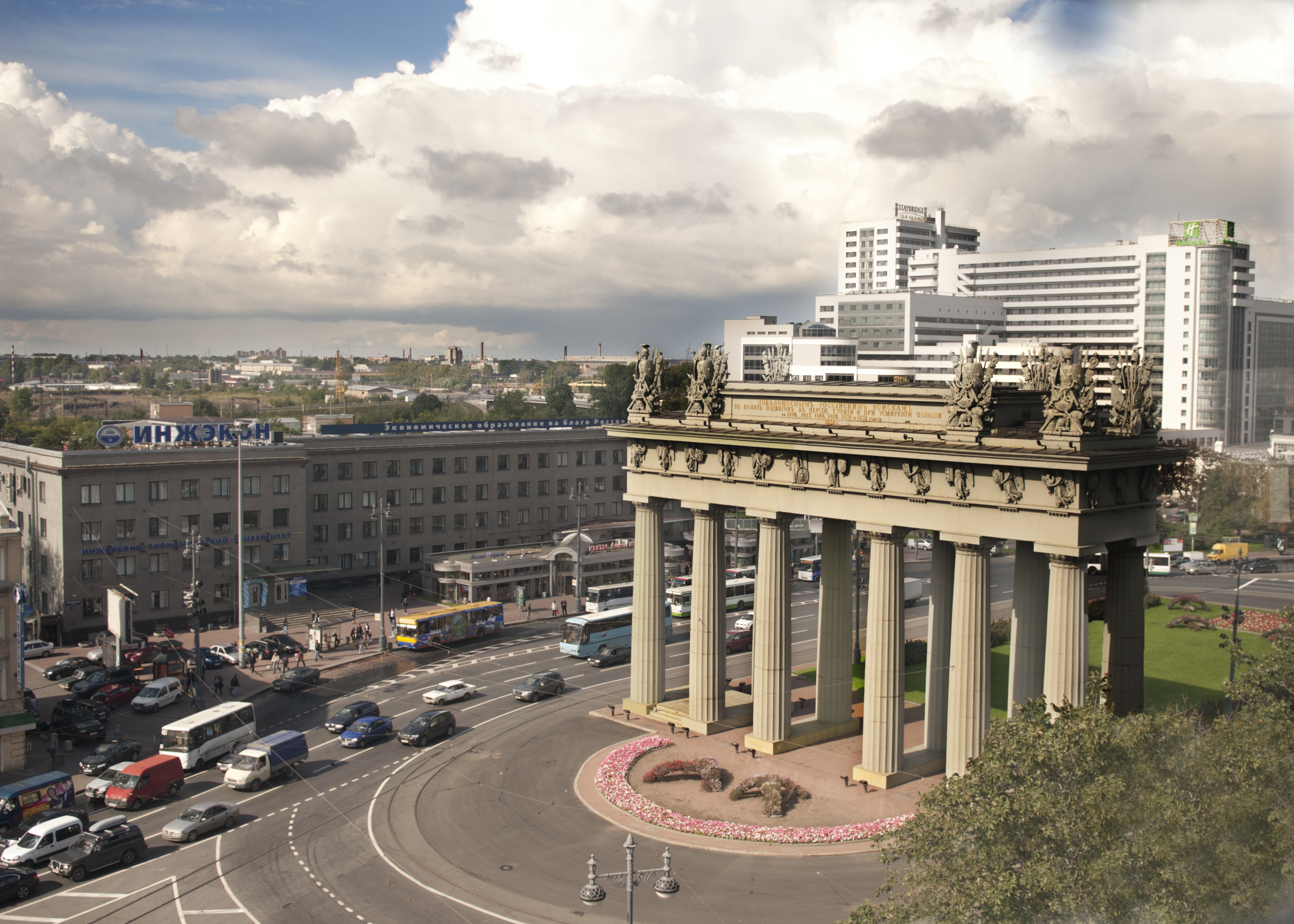
Verschönerung des Platzes am Moskauer Tor (1960er Jahre mit B. N. Schurawljow)
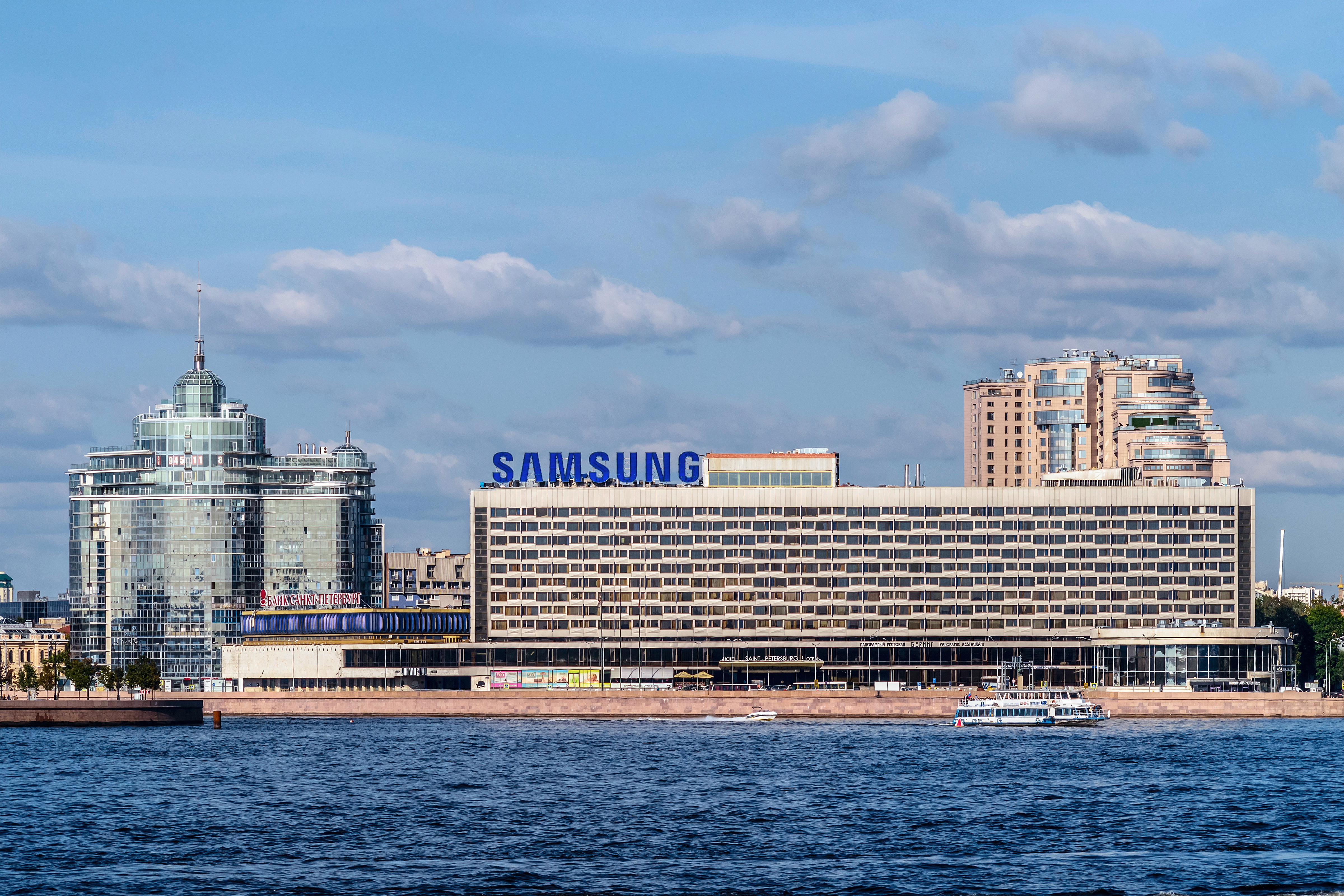
Hotel Leningrad mit Konzertsaal und Wohngebäudekomplex (1960–1980er Jahre mit S. B. Speranski)
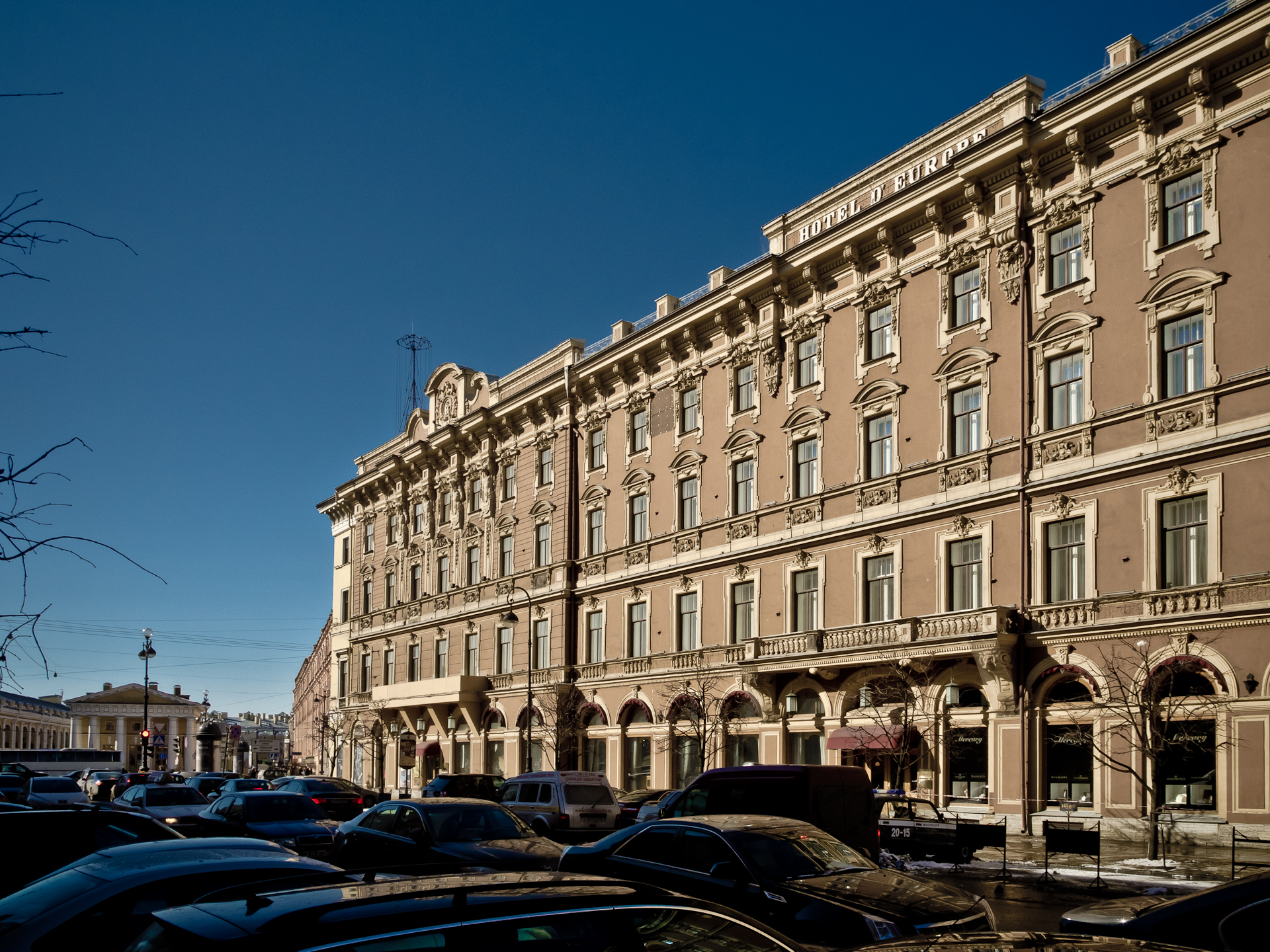
Sanierung des Grand Hotel Europe (1989–1991)